# Сан Хуан Баутиста (град, Калифорния)
Сан Хуан Баутиста (на английски: San Juan Bautista) е град в окръг Сан Бенито, щата Калифорния, САЩ. Сан Хуан Баутиста е с население от 1976 жители (по приблизителна оценка от 2017 г.) и обща площ от 1,8 km². Намира се на 66 m надморска височина. ЗИП кодовете му са 95045, а телефонният му код е 831.